# Freyella
Freyella är ett släkte av sjöstjärnor. Freyella ingår i familjen Freyellidae.

## Dottertaxa tillFreyella, i alfabetisk ordning[1]
- Freyella attenuata
- Freyella breviispina
- Freyella dimorpha
- Freyella drygalskii
- Freyella echinata
- Freyella elegans
- Freyella felleyra
- Freyella flabellispina
- Freyella formosa
- Freyella fragilissima
- Freyella giardi
- Freyella heroina
- Freyella hexactis
- Freyella indica
- Freyella insignis
- Freyella kurilokamchatica
- Freyella loricata
- Freyella macropedicellaria
- Freyella microplax
- Freyella microspina
- Freyella mortenseni
- Freyella mutabila
- Freyella octoradiata
- Freyella oligobrachia
- Freyella pacifica
- Freyella pennata
- Freyella propinqua
- Freyella recta
- Freyella remex
- Freyella vitjazi